# Voinești, Brăila
Voinești este un sat în comuna Măxineni din județul Brăila, Muntenia, România.